# Patrick Sarsfield, 1. Earl of Lucan

Patrick Sarsfield, 1. Earl of Lucan

Patrick Sarsfield, 1. Earl of Lucan (irisch Pádraig Sáirséal, 1ú Iarla Leamhcáin, * um 1650 in Lucan, Irland; † 21. August 1693 in Huy, Belgien) war ein irischer Jakobit und Soldat, der nach der Belagerung von Limerick zahlreiche irische Soldaten ins Exil nach Frankreich führte („Flucht der Wildgänse“). Er gilt in Irland als Nationalheld.

## Leben
Er wurde um 1650 (oder um 1660) in Lucan im County Dublin geboren als Sohn des katholischen Gutsbesitzers Patrick Sarsfield und Anne, der Tochter von Rory O’Moore, der die Irische Rebellion von 1641 organisiert hatte.
Als „jüngerer Sohn“ ergriff er 1678 den Soldatenberuf, nachdem er an einer französischen Militärschule ausgebildet wurde. Frühzeitig fiel er in der Armee durch Beteiligung an Duellen auf (1681 gegen Thomas Grey, 2. Earl of Stamford, der sich „erdreistete“ die Iren Lügner zu nennen; im gleichen Jahr wurde er als Sekundant bei einem weiteren Duell verwundet). Er diente in englischen Regimentern im Dienste Ludwigs XIV. von Frankreich, kehrte aber nach dem Tod von Karl II. und der Thronbesteigung von Jakob II. nach England zurück und wurde im Anschluss an die Schlacht von Sedgemoor 1685, bei der die Rebellion von James Scott, 1. Herzog von Monmouth, gegen den König niedergeschlagen wurde, im folgenden Jahr zum Oberst befördert. Im selben Jahr ging er unter dem Kommando von Richard Talbot, 1. Earl of Tyrconnell, nach Irland, wo er nach dem Willen des Königs dabei helfen sollte, die irische Armee, die bisher von Protestanten geführt wurde, unter katholischer Führung zu reorganisieren.
1688 übernahm er nach dem Tod seines älteren Bruders William den Familienbesitz. Im gleichen Jahr folgte er Jakob II., der aufgrund der „Glorious Revolution“ Wilhelm von Oranien weichen musste, ins Exil nach Frankreich und danach 1689 nach Irland. Er sicherte am Anfang des sich nach der Landung der Engländer entwickelnden „Williamite War“ den Jakobiten Connacht und wurde von Jakob II. sogar zum Generalmajor befördert, obwohl dieser Zweifel an Sarsfields (intellektuellen) Führungsqualitäten hegte. Aber erst die Teilnahme an der Schlacht am Boyne und vor allem die Eroberung eines Nachschubtransports während der Belagerung von Limerick 1690, welche die Belagerung bis zur Winterpause hinauszögerte, verschaffte ihm die Anerkennung seiner irischen Landsleute. Nach einem Jahr Belagerung handelte er einen Vertrag über freien Abzug aus (Kapitulation am 3. Oktober 1692, Einschiffung in Cork am 22. Dezember 1691) und führte über 2.600 Iren ins Exil nach Frankreich („Flucht der Wildgänse“), wo sie meist in französische Dienste traten. Auf den Spott eines englischen Offiziers beim Auszug aus Limerick antwortete er: „As low as we now are, change kings and we will fight it over again with you.“
Sarsfield selbst, von Jakob II. 1691 zum Earl of Lucan ernannt, wurde Generalleutnant („maréchal-de-camp“) und wurde in der Schlacht von Neerwinden am 19. August 1693 so schwer verwundet, dass er drei Tage später starb. Während der Schlacht führte er als letzter verbliebener Oberbefehlshaber der Franzosen den letzten Angriff, bevor ihn eine Kugel in die Brust traf. Einige seiner letzten Worte lauteten bedauernd „Oh that this has been shed for Ireland“. Er liegt auf dem Friedhof der Kirche des Heiligen Martin in Huy in Belgien begraben.

## Familie
Seine ihn begleitende Frau, die schöne Honora de Burgh (1675–1698) (oder de Burgo, Burke), trauerte zwei Jahre in absoluter Armut an seinem Grab. Der durchreisende Herzog von Berwick traf dort die Witwe, nahm sie mit an den Hof der Jakobiten in St. Germain bei Paris, wo sie schon in der Winterpause 1692 Aufsehen erregte, und heiratete sie 1695.
Sarsfield hatte aus seiner am 9. Januar 1689 geschlossenen Ehe einen Sohn James (geboren 1693), der als Hauptmann der Leibwache von Philipp V. von Spanien 1719 bei St. Omer ohne Nachkommen starb, und eine Tochter Mary, die in Spanien den deutschen Abenteurer Theodor von Neuhoff heiratete, aber 1721 in Paris anscheinend im Kindbett nach der Geburt einer Tochter starb.
Der in Irland geborene Unions-General Michael Corcoran (1827–1863) behauptete, über seine Mutter mit Sarsfield verwandt zu sein.
Im County Limerick ist eine Brücke und in Ontario/Kanada ist eine Stadt nach ihm benannt.